# Teodor Andrault de Langeron

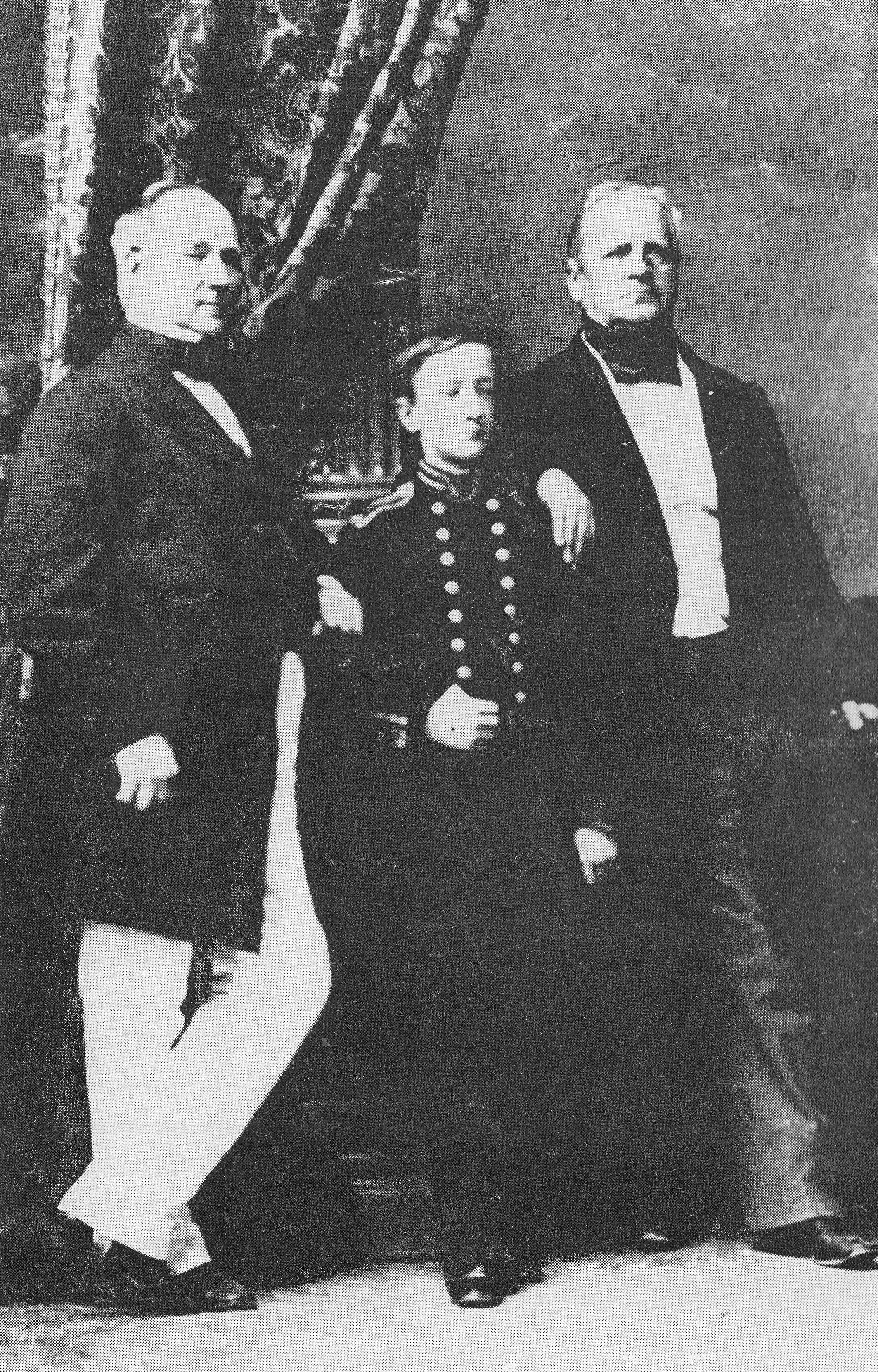
Teodor Andrault de Langeron z synem i urzędnikiem Świderskim, między 1865 a 1861

Teodor Andrault de Langeron (ur. 1804, zm. 19 lipca 1885 w Warszawie) – prezydent Warszawy.

## Życiorys
Syn rosyjskiego generała Aleksandra Andraulta de Langeron i jego drugiej żony księżniczki Anastazji Trubeckiej.  
Kształcił się w Odessie. Od 1842 był urzędnikiem do specjalnych poruczeń przy namiestniku Iwanie Paskiewiczu. Od 10 listopada 1847 do lutego 1862 był prezydentem miasta. Za jego prezydentury w Warszawie został wybudowany wodociąg Marconiego, a na ulicach zostało wprowadzone oświetlenie gazowe.
Zmarł w Warszawie. 22 lipca 1885 został pochowany na warszawskich Powązkach. 

## Życie prywatne
Jego córka Antonina (zm. 1918) była żoną Polaka i generała w armii rosyjskiej Karola Augusta Woydego.